# یونیسفر

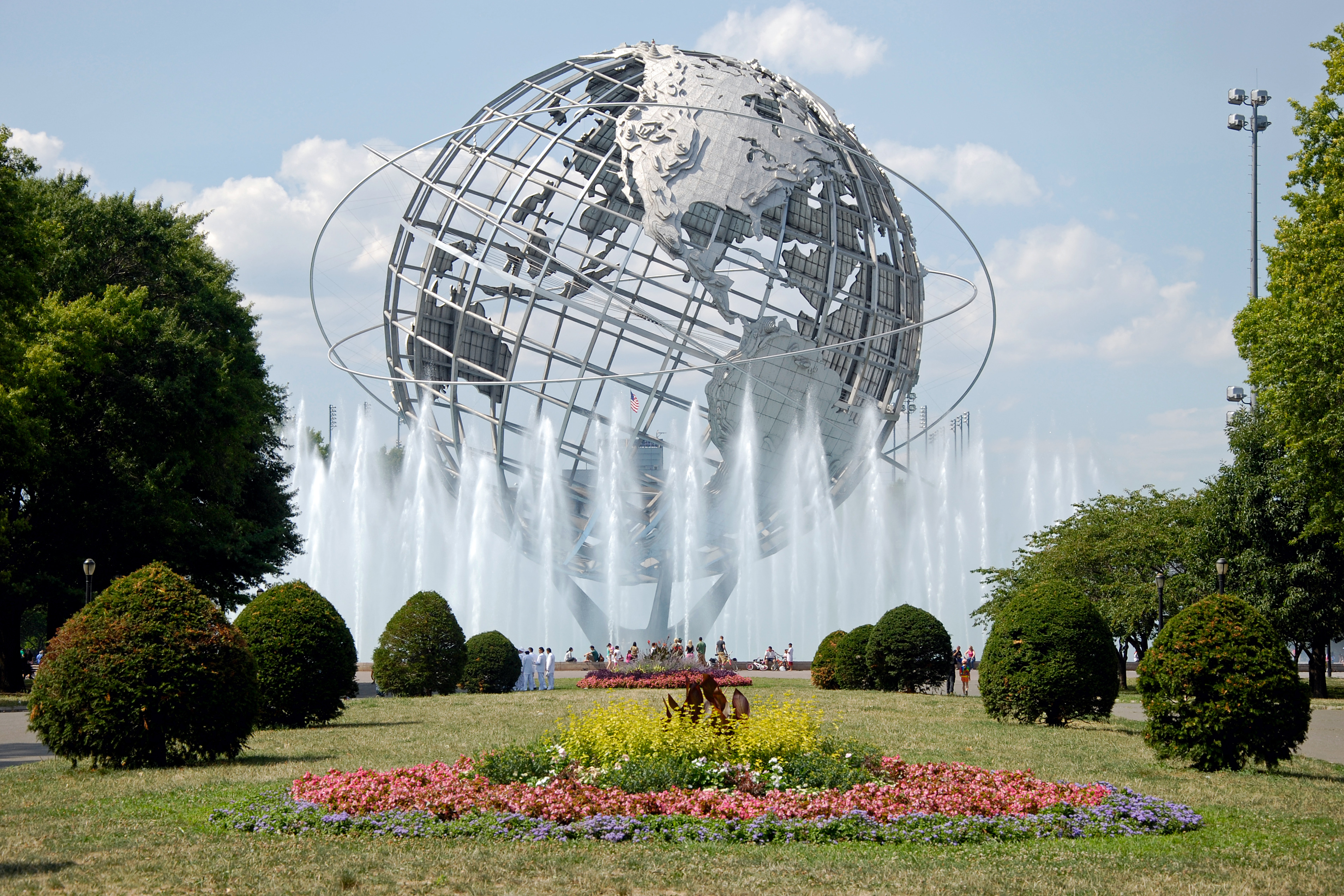
نمایی از یونیسفر در اوت ۲۰۱۰

یونیسفر (به انگلیسی: Unisphere) کره‌ای به ارتفاع یک ساختمان دوازده طبقه و ساخته شده از فلز ضد زنگ است که در مرغزار فلاشینگ–کرونو پارک کویینز در نیویورک قرار دارد و یکی از نمادهای پایدار و منحصر به فرد این منطقه محسوب می‌شود.
یونیسفر به عنوان نماد نمایشگاه جهانی نیویورک طی سال‌های ۱۹۶۵-۱۹۶۴ ساخته شده‌است.این نمایشگاه برای جشن آغاز عصر فضا و با موضوع "صلح از طریق درک" بر پا گردید. یونیسفر نشان‌گر وابستگی متقابل جهانی و دستاوردهای انسان در جهت کوچک شدن جهان در عین رو به رشد بودن عالم است.

## ویژگی‌ها
یونیسفر بزرگترین کره روی زمین است و نماد غیررسمی کوئینز نیز محسوب می‌شود. ارتفاع این کره ۱۴۰  پا و وزن آن حدود ۹۰۰،۰۰۰ پاوند است و ۱۲۰ فیت قطر دارد.
جنس آن از فولاد ضد زنگ است. قاره‌ها سنگین‌ترین اجزا این کره هستند. آزاد راه ون ویک یکی از بهترین نماها را نسبت به این کره دارد. سه حلقه‌ای که در این کره هستند نشانه سه مدار اولین فضانورد آمریکایی جان گلن، مدار اولین کیهان نورد روس یوری گاگارین و تلستار اولین ماهوارهٔ مخابراتی که در مدار زمین قرار گرفت است.(هرچند که از نظر جغرافیایی نادرست است)اسکلت این بنا به تنهایی ۷۰۰٬۰۰۰ پاند است.طراح یونیسفر گیلمور دیوید کلارک است فولاد این بنا اهدایی توسط شرکت فولاد ایالات متحده (به انگلیسی:U.S. Steel) و ساخت آن نیز بر عهدهٔ شرکت پل آمریکا(به انگلیسی: American Bridge Company) بوده که در یک استخر بزرگ دایره‌ای شکل قرار گرفته‌است.دورتا دور آن نیز فواره‌هایی تعبیه شده‌است تا پایه‌های آن را پنهان و شناور بودن زمین در فضا را تداعی کنند.